# Arses
Az Arses a madarak osztályának verébalakúak (Passeriformes) rendjébe és a császárlégykapó-félék (Monarchidae) családjába tartozó nem.

## Rendszerezésük
A nemet René Primevère Lesson francia ornitológus írta le 1831-ben, az alábbi 4 faj tartozik:
- Arses kaupi
- Arses insularis
- fodros császárlégykapó (Arses telescopthalmus)
- Arses lorealis

## Előfordulásuk
Két faj Új-Guinea szigetén, kettő Ausztrália északkeleti részén honos. Természetes élőhelyeik szubtrópusi és trópusi esőerdők, szavannák és cserjések. Állandó, nem vonuló fajok.

## Megjelenésük
Testhosszuk 14–16 centiméter közötti.

## Életmódjuk
Ízeltlábúakkal táplálkoznak.